# 高度戒備
《高度戒備》是於1997年由林嶺東執導的香港警匪片，林嶺東身兼監製、導演與編劇，演員陣容包括劉青雲與吳鎮宇，合演有高捷、錢嘉樂、李蕙敏與陳法蓉。

## 剧情
香港警務處重案組高級督察包伟雄（劉青雲飾）因為一宗谋殺案件而拘捕了前土木工程师、悍匪麦坤（吳鎮宇飾），并且在他家中发现一座保险库的设计图及许多炸药，原来麦坤正在准备与來自台湾的几名匪徒密谋一宗惊天大劫案。在被監禁在監獄期间，麦坤偽裝成懲教人員登上直升機成功越狱。重案组立即进入高度戒备，并且发现匪徒的目标是存放有数亿港元现金存款的香港賽马会总部的保险库。麦坤在马场放置炸弹，成功劫走大量巨款。最终包伟雄成功追捕麦坤，在两人打斗時，包偉雄在混亂之中开枪擊斃麦坤之女友鍾麗紅（李蕙敏飾），麦坤目睹女友慘死後崩潰，絕望下开枪自杀身亡。

## 演員
| 演员   | 角色   | 备注 |
| 劉青雲 | 包偉雄 | 香港警務處重案組高級督察，曾因开枪誤殺一犯人而陷入深深的罪疚感之中 麥坤之天敵，一直追捕麥坤 |
| 吳鎮宇 | 麦坤   | 前土木工程师，悍匪，包偉雄之天敵 本片開首時因為一宗謀殺案件而被警方拘捕後審訊再被判監禁，後來在被監禁在監獄期间偽裝成懲教人員登上直升機成功越狱 麥坤之後在馬場放置炸彈，炸毀香港賽馬會總部的保險庫，與紳士成功劫走大量巨款，之後再槍殺紳士以獨吞巨款 在片末目睹女友鍾麗紅被包偉雄開槍擊斃後崩潰，感到生無可戀及絕望下，最終開槍自殺身亡 |
| 高捷   | 紳士   | 台湾人，匪徒首領，與麥坤等人在香港賽馬會總部的保險庫成功劫走大量巨款，但最後卻被麥坤槍殺身亡，並被麥坤獨吞巨款 |
| 霍永富 | 生     | 台灣人，匪徒之一，負責駕駛 |
| 李蕙敏 | 钟麗紅 | 麦坤之女友，匪徒之共犯，在片末包偉雄與麥坤兩人打鬥時，在混亂之中被包偉雄開槍擊斃 |
| 陳法蓉 |        | 包伟雄之妻 |
| 錢嘉樂 | 彪     | 警察，包偉雄下屬 |
| 容錦昌 | 勇     | 警察，包偉雄下屬 |
| 曹永廉 | 陳華   | 麦坤表弟，匪徒之一，本片開首交代他與他人謀殺一設計師並將其屍體棄於某大廈天台水箱，導致該大廈食水被血染成紅色 陳華在本片中後段被紳士等台灣匪徒殺害 |
| 關寶慧 | 寶     | 警察，包偉雄下屬 |
| 金揚華 |        | 警察 |
| 周鋼葵 |        | 警察 |
| 羅樹琪 |        | 警司 |
| 李兆基 | 囚犯   | 客串，協助麥坤逃獄 |
| 吳志雄 |        | 客串，提供假護照給鍾麗紅，警方線人 |
| 林剛   | 獄卒   | 被鍾麗紅收買，協助麥坤逃獄 |
| 鄭恕峰 | 警長   | 香港警務處交通部警長 |
| 卡洛斯 | 馬評人 | 客串 |
| 曾偉明 |        | 香港賽馬會保安主管 |
| 張贊生 |        | 香港賽馬會庫房主管 |

## 獎项
| 頒獎典禮                  | 獎項         | 名單           | 結果 |
| ------------------------- | ------------ | -------------- | ---- |
| 第17屆香港電影金像獎      | 最佳電影     |                | 提名 |
| 第17屆香港電影金像獎      | 最佳導演     | 林嶺東         | 提名 |
| 第17屆香港電影金像獎      | 最佳男主角   | 劉青雲         | 提名 |
| 第17屆香港電影金像獎      | 最佳剪接     | 麥子善，林安兒 | 提名 |
| 第17屆香港電影金像獎      | 最佳音響效果 |                | 提名 |
| 第4屆香港電影評論學會大獎 | 最佳電影     |                | 獲獎 |
| 第4屆香港電影評論學會大獎 | 最佳導演     | 林嶺東         | 提名 |
| 第4屆香港電影評論學會大獎 | 最佳編劇     | 林嶺東         | 提名 |
| 第4屆香港電影評論學會大獎 | 最佳男演員   | 劉青雲         | 獲獎 |

## 外部連結
- 香港影庫上《高度戒備》的資料（繁體中文）
- 開眼電影網上《高度戒備》的資料（繁體中文）
- 豆瓣电影上《高度戒備》的資料 （简体中文）
- 时光网上《高度戒備》的資料（简体中文）
- AllMovie上《高度戒備》的资料（英文）
- 爛番茄上《高度戒備》的資料（英文）
- 互联网电影数据库（IMDb）上《高度戒備》的资料（英文）